# Witold Brzuski

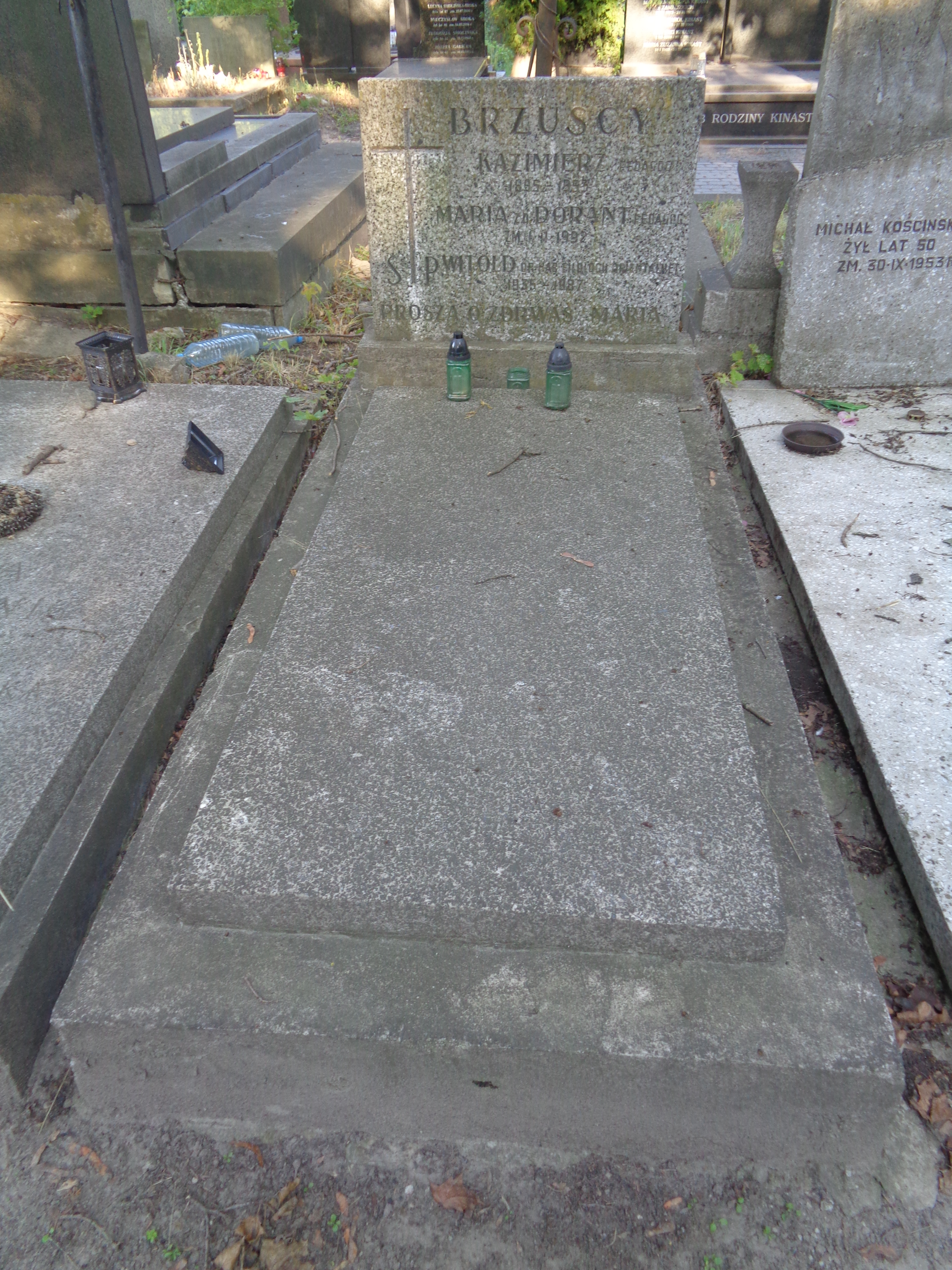
Nagrobek Witolda Brzuskiego na cmentarzu Powązkowskim w Warszawie

Witold Kazimierz Brzuski (ur. 1935, zm. 13 listopada 1987 w Warszawie) – orientalista, wykładowca Uniwersytetu Warszawskiego. Zajmował się etiopistyką. 
W latach 1953–1958 studiował na Uniwersytecie Warszawskim, w 1969 obronił prace doktorską, której promotorem był profesor Stefan Strelcyn. Habilitację uzyskał w 1984. Pochowany na cmentarzu Powązkowskim w Warszawie (kwatera 93-2-19).

## Wybrane publikacje
- Gramatyka języka gyyz (etiopskiego klasycznego), Warszawa: Uniwersytet Warszawski 1972.
- Zapożyczenia arabskie w dawnym i współczesnym języku amharskim, Warszawa: Wydawnictwa UW 1983.
- Gramatyka porównawcza języków semickich Etiopii : skrypt dla studentów, Warszawa: Wydawnictwa Uniwersytetu Warszawskiego 1989.